# Lucifuge Rofocale
Lucifuge Rofocale gilt in der Dämonologie als einer der sieben Prinzen der Hölle. Er untersteht laut einer in Lateinisch verfassten Anleitung zur Dämonenbeschwörung mit Schutzgebeten aus dem 15. Jahrhundert dem Luzifer und sei einer der Hohen Geister.

## Name
Der Name Lucifuge entspringt den lateinischen Wörtern: lucis (gen. Von lux) und fugere (inf. fliehen), was so viel bedeutet wie „der das Licht flieht“. Der Name „Rofocal“ könnte einen Diener bedeuten.

## Funktion
Im Grimoire des Papstes Honorius III. (Conjurationes adversus principem tenebrarum auch Coniurationes Demonum) aus dem 15. Jahrhundert gilt er nach den Infernalischen Hauptgeistern Luzifer (Herrscher), Beelzebub (Prinz) und Astaroth (Großfürst) als der Premierminister des Teufels.